# Emőke
Az Emőke női név régi magyar személynévből származik, az emő szó 19. századi felújítása -ke kicsinyítőképzővel. Jelentése: szopó, csecsemő.  Ilyen értelemben az Emőd férfinév női párja is.

## Rokon nevek
- Emő:[1] az Emőke újabban önállósult beceneve, egyben a név eredeti alakja.[2]

## Gyakorisága
Az 1990-es években az Emőke ritka, az Emő szórványos név, a 2000-es években nem szerepelnek a 100 leggyakoribb női név között.

## Névnapok
- március 23.[2]
- december 8.[2]

## Híres Emőkék
- „Emőke” utónevű személyek szócikkeinek listája a Wikidata alapján

### Kitalált személyek
- Emőke, a hun Csáth vezér lányának neve Gárdonyi Géza Láthatatlan ember című regényében

## Települések
- Kisemőke
- Nagyemőke